# 디즈니 캘리포니아 어드벤처

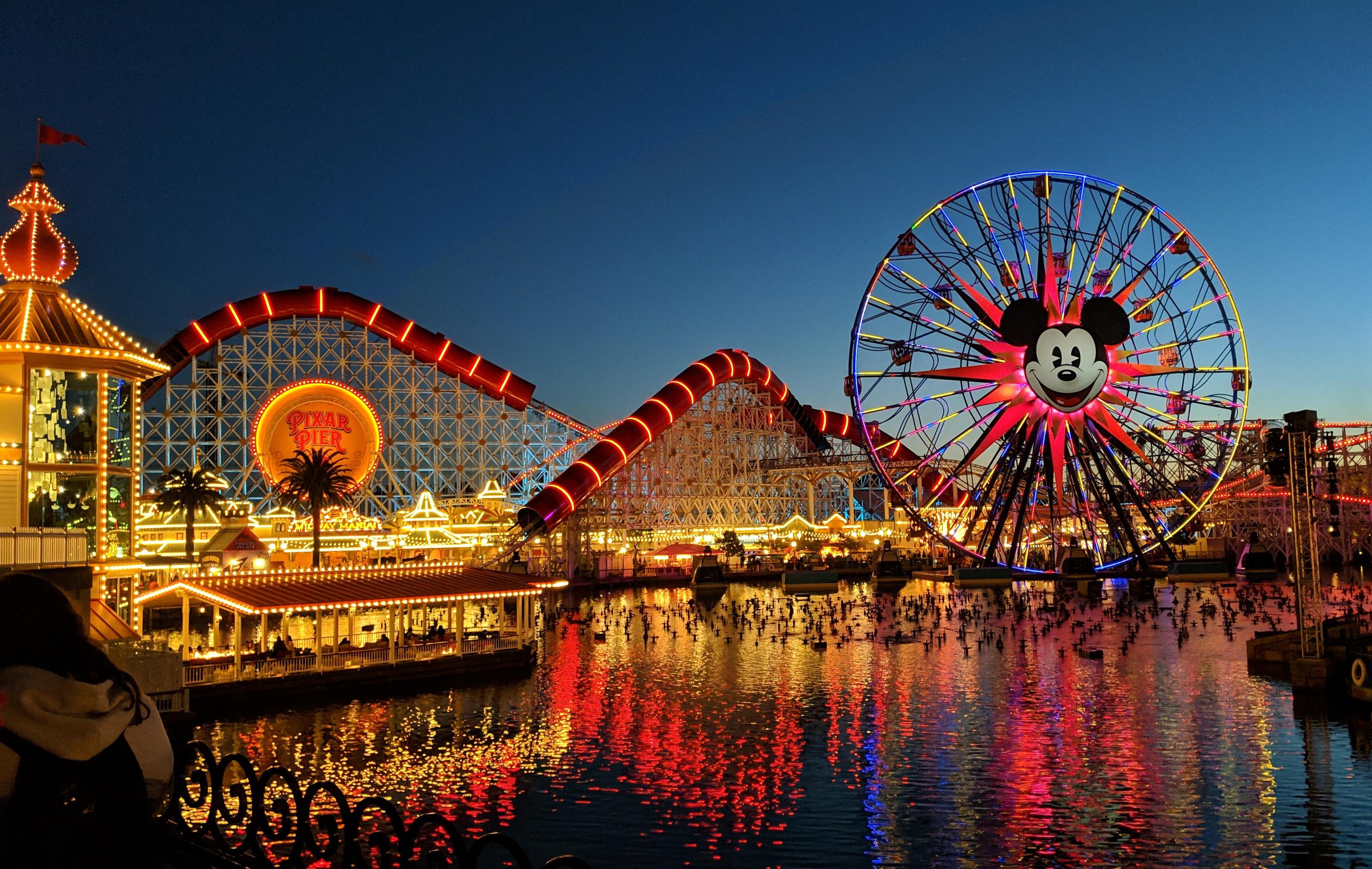
디즈니 캘리포니아 어드벤처

디즈니 캘리포니아 어드벤처(Disney California Adventure)는 미국 캘리포니아주 애너하임에 위치한 월트 디즈니 컴퍼니가 운영하는 디즈니 파크이다. 어드벤처 파크는 매일 오전 8시부터 오후 10시까지 운영된다.
1. ↑  “Disney California Adventure”. November 29, 2011. 2023년 1월 7일에 원본 문서에서 보존된 문서. 9 January 2023에 확인함.